# Бакунин, Модест Модестович
Моде́ст Моде́стович Баку́нин (6 марта 1848—1913) — русский дипломат из старинного дворянского рода Бакуниных, генконсул в Сараево и Копенгагене.

## Биография
Родился в Санкт-Петербурге 6 марта 1848 года в семье ротмистра лейб-гвардии Уланского полка Модеста Николаевича Бакунина и Марии Ивановны Шульгиной, дочери тайного советника Ивана Петровича Шульгина — профессора истории и воспитателя великих князей Константина и Николая Николаевича.
После оставления военной службы в 1861 году его отец был направлен вице-консулом в Копенгаген, а в июне того же года переведен на должность вице-консула в Венецию. В марте 1866 года Модест Николаевич назначается консулом и исполняет эти обязанности до своей кончины 9 (21) февраля 1889 года.
Рано потеряв мать, Модест Модестович первоначальное воспитание получил в Петропавловской школе при церкви Св. Апостолов Петра и Павла в Санкт-Петербурге. До отъезда отца за границу обучался на дому. Затем продолжил образование в Европе — в 1861—1862 годах в Копенгагене, а с 1863 по 1866 год в «Колледже насиональ» в Женеве. В 1867 году он поступил в Пажеский корпус, из которого в 1869 году выпущен с гражданским чином.
В ноябре 1869 года началась служба Бакунина в министерстве иностранных дел: сначала в Азиатском департаменте, а затем на различных консульских должностях за границей.
Почти четверть века дипломатической службы М. М. Бакунина прошло на Балканах.
1870—1875 годах — секретарь консульства в Скутари (ныне — Шкодер, Албания), затем в Рагузе (ныне — Дубровник, Хорватия).
1875—1876 годах — консул в Сараево.
1876—1878 годах — секретарь консульства в Яссах, прикреплённый к полевой дипломатической канцелярии главнокомандующего действующей армией в Кишинёве.
1878—1880 годах — секретарь русской миссии в Белграде.
В ноябре 1880 года Бакунин был назначен генеральным консулом в Сараево и занимал эту должность более двенадцати лет. Однако в июле 1893 года из-за конфликта с местной австрийской администрацией он был отправлен в отпуск в Россию и уже не вернулся в Сараево.
Все эти годы М. М. Бакунин работал один — без помощников и даже без секретаря.
В конце 1893 году Бакунин назначен консулом Российской Империи при голландской колониальной администрации в Батавии. Он стал первым и единственным российским подданным, занимавшим эту должность: во всех остальных случаях Петербург пользовался услугами иностранцев.
В конце 1899 года переведен в Бордо, а с июля 1903 года — генеральный консул в Копенгагене.
Свою дипломатическую службу действительный статский советник М. М. Бакунин закончил в должности генерального консула в Барселоне, которую он занимал с июля 1906 года. 12 июня 1913 года он скончался от кровоизлияния в мозг.

## Творчество
М. М. Бакунин написал несколько пьес и комедий, некоторые из которых были с успехом поставлены в Михайловском театре в Санкт-Петербурге. Кроме того Бакунин является автором книги «Тропическая Голландия», посвященной впечатлениям и размышлениям о дипломатических отношениях России и Голландии.